# 산차 (이탈리아)
산차(이탈리아어: Sanza)는 이탈리아 캄파니아주 살레르노도에 있는 코무네이다.

## 역사
산으로 둘러싸인 언덕 위에 위치한 작은 마을이다. 고대에는 성벽으로 보호되어 있었고 마을로 접근할 수 있는 문이 거의 없었다.

## 지리
이 마을은 부오나비타콜로, 카살부오노, 카살레토스파르타노, 카셀레인피타리, 몬테산자코모, 몬테사노술라마르첼라나, 피아지네, 로프라노, 사사노, 발레델란젤로와 접해 있다.
영토의 북서쪽 지역에는 체르바티산이 있다.

## 축일
산차의 일년 중 가장 큰 날은 8월 5일이다. 모든 후원자들이 자신들이 사랑하는 또 다른 성인인 라 마돈나 델라 네베(눈의 마리아)에게 경의를 표하는 날이다. 7월 말, 무거운 마돈나 조각상을 어깨에 메고 한 무리의 남자들이 사람들을 따라간다. 체르바티산을 오르는 산차의 모습이다. 그런 다음 동상은 맨 위의 작은 예배당에 남겨진다. 그리고 며칠 후 어린 아이들부터 지팡이를 짚은 노인들에 이르기까지 산자의 헌신적인 사람들은 다시 한번 산 아래로 내려오는 라 마돈나의 하강을 따라간다. 새벽 2~3시부터 사람들이 돌아올 때까지 26km의 여정을 마친 후, 산에서 내려온 모든 사람들은 산자의 좁은 자갈길을 지나 큰 소리로 노래하고 계속해서 라 마돈나를 들고 행렬을 이룬다.

## 같이 보기
- 칠렌토
- 발로 디 디아노
- 칠렌토·발로 디 디아노 국립공원